# Culex peccator
Culex peccator är en tvåvingeart som beskrevs av Dyar och Frederick Knab 1909. Culex peccator ingår i släktet Culex och familjen stickmyggor. Inga underarter finns listade i Catalogue of Life.